# Andrzej Wojtas
Andrzej Wojtas (ur. 25 listopada 1942 w Wożuczynie) – profesor nauk humanistycznych, zajmujący się nauką o polityce, historią najnowszą i historią myśli politycznej. 

## Życiorys
Absolwent Wyższej Szkoły Pedagogicznej w Krakowie (1967). W roku 1973 uzyskał stopień doktora nauk humanistycznych na Uniwersytecie Jagiellońskim w Krakowie. Habilitację uzyskał w roku 1982 na Uniwersytecie Warszawskim, a następnie w roku 1989 tytuł profesora.
W latach 1973–1976 zatrudniony był w Zakładzie Historii Ruchu Ludowego przy NK ZSL jako pracownik naukowy, następnie od 1976 roku jako adiunkt, potem docent na Wydziale Dziennikarstwa i Nauk Politycznych. Na Uniwersytecie Mikołaja Kopernika pracował jako docent od 1984 roku, następnie jako profesor nadzwyczajny i profesor zwyczajny do roku 1996. W latach 1986–1987 zajmował stanowisko prodziekana Wydziału Humanistycznego, a następnie do 1990 roku stanowisko dziekana. 
Od roku 1996 rozpoczął pracę w Bydgoszczy na ówczesnej Wyższej Szkole Pedagogicznej (później Akademii Bydgoskiej i Uniwersytecie Kazimierza Wielkiego). W latach 1996–1999 zatrudniony jako dyrektor Instytutu Nauk Politycznych, następnie prorektor do roku 2001. 

## Publikacje
Autor 108 publikacji, 14 książek oraz 9 monografii (w tym 3 jako współautor), redaktor naukowy 7 prac zbiorowych i 60 artykułów, m.in.: Nurt etyczny wychowania społecznego w Polsce, w: Polityka a wychowanie (red.) 1994, Rewolucja i wychowanie jako alternatywa formy rozwiązywania konfliktów społecznych, w: Wychowanie a polityka (red.)1994, Rewolucja i wychowanie jako alternatywa formy rozwiązywania konfliktów społecznych, w: Wychowanie a polityka. Tradycja i współczesność 1997, Rok 1956 na wsi polskiej na tle dynamiki politycznej chłopów w XX w., w: Wieś polska wobec wydarzeń 1956, 1998, Paternalizm w polskiej kulturze politycznej, w: Kultura polityczna w Polsce. Mity i fakty 1999; Działalność polityczna ludowców w okresie II wojny, cz. I 1979, cz. II 1988, Problematyka agrarna w polskiej myśli politycznej 1982, Bataliony Chłopskie (współautor), t. I 1985, t. II i III 1986, Myśl polityczna Zjednoczonego Stronnictwa Ludowego  1991, Oblicza i koncepcje rozwiązywania konfliktów w polskiej myśli politycznej XX w. (współred.) 2000. Promotor 3 prac doktorskich. 

## Wyróżnienia i nagrody
- Nagroda III st. Ministra Nauki, Szkolnictwa Wyższego i Techniki – 1977;
- Nagroda III st. Ministra Nauki i Szkolnictwa Wyższego – 1987;
- Nagroda II st. Ministra Obrony Narodowej – 1988;
- LSW 1986, „Zielonego Sztandaru” im. M. Rataja 1986;
- Nagroda II st. Ministra Edukacji Narodowej – 1989;
- inne: organizacja konferencji naukowych poświęconych koncepcjom rozwiązywania konfliktów politycznych.